# Didier Audebert
Pour les articles homonymes, voir Audebert.
Didier Jean François Audebert (ou D.J.F. Audebert, né le 19 octobre 1968 à Paris) est un journaliste et écrivain français.

## Biographie
Didier Audebert étudie deux années en DUT carrières de l’information à l’IUT Paris Descartes avant de se tourner vers une carrière artistique dans le cinéma puis dans le journalisme, en travaillant pour Canal+, TF1, France 2, Arte, Paris Match, VSD, RTL ou RTL2.
En 2010, Didier Audebert co-fonde l’agence de communication, relations publiques et celebrity marketing Let Me See.
De 2013 à 2020, il a été conseiller en communication de la Fondation Claude-Pompidou.
En 2011, Didier Audebert est fait chevalier de l’Ordre des Arts et des Lettres.
En 2017, Didier Audebert est récompensé par le prix littéraire « Livres en Vignes 2017 » et nommé pour le prix du travail de l’emploi et de l’entreprise 2018, pour son roman Le Dernier Chômeur,, paru en 2017 aux éditions Albin Michel.

## Œuvres
- 2004 : auteur et concepteur de Matin de fruit, matin de brunchs pour la marque Tropicana (recettes de brunch reprenant les différentes saveurs des jus Tropicana incluses dans les recettes).
- 2005 : concepteur et auteur de Super Brunch aux éditions du Seuil.
- 2006 : co-auteur de la biographie de l’animateur Vincent Perrot, Moi gendre idéal[8] aux éditions du Rocher.
- 2009 : auteur et directeur artistique (photographies) de Souvenirs pour mémoire[9] (tome 1) avec le photographe Gianni Soglia, publié en 2009 au Cherche midi.
- 2012 : auteur de Gagnez chaque jour des minutes de vie en mangeant : 50 recettes anti-oxydantes (Eternity Food[10],[11]), au Cherche midi.
- 2013 : auteur et directeur artistique de Souvenirs, souvenirs[12] (tome 2) avec le photographe Gianni Soglia au Cherche midi.
- 2017 : auteur du roman Le Dernier Chômeur[5],[6] publié chez Albin Michel.
- 2021 : auteur et concepteur du QU Quotient d'utilité[13],[14],[15], publié le 25 février aux Editions Trédaniel.